# Утехин, Георгий Валентинович
Гео́ргий Валенти́нович Уте́хин (1906, Санкт-Петербург — 1987) — один из руководителей советских органов госбезопасности, генерал-майор.

## Биография
Родился в 1906 году в Санкт-Петербурге в семье военного врача. В 1919 году поступил учеником в театральное училище в мастерскую Госнардома. С 1922 года — в отряде ЧОН ГПУ в Туркестане. В 1924—1925 годах окончил школу 2-й степени в Симбирске. В 1926 году поступил в Ленинградский фототехникум.
С 1933 года работал в органах госбезопасности. В мае 1934 года стал уполномоченным экономического отдела полномоченного представительства ОГПУ Ленинградского военного округа. В начале Великой Отечественной войны является начальником Особого отдела НКВД 23-й армии Северного и Ленинградского фронта. В 1943—1944 годах — начальник 3-го отдела ГУКР «Смерш» НКО СССР. В 1947—1951 годах — начальник 1-го Управления МГБ СССР (внешняя контрразведка в советских учреждениях за границей), член Коллегии МГБ СССР (1950—1951).
29 ноября (по другим данным, 2-го ноября) 1951 года был арестован в ходе кадровой чистки аппарата МГБ СССР в связи с «делом Абакумова». Обвинялся в антисоветской деятельности, вредительстве, участии в заговоре в МГБ. Освобождён 21 марта 1953 года, полностью реабилитирован.
С 4 апреля 1953 года — заместитель начальника 4-го управления МВД СССР, с 1 сентября — начальник 1-го отдела УМВД Челябинской области. С марта 1954 года — и. о. начальника, с ноября — начальник 2-го отдела УКГБ по Челябинской области.
В декабре 1955 г. уволен в запас по состоянию здоровья. С января 1957 г. работал заместителем директора по режиму и начальником спецотдела НИИ (Институт Прикладной Геофизики - ИПГ) в Москве. В  начале 1970-х г.г. перешел на работу начальником Первого отдела Главного Управления гидрометеорологической службы при Совете Министров СССР.
Умер в 1987 году. Похоронен на Хованском кладбище.
Награждён двумя орденами Красного Знамени (10 февраля 1943 г., 31 июля 1944 г., 25 июня 1954 г.), орденом Кутузова II степени (13 сентября 1945 г.), тремя орденами Отечественной войны I степени (28 октября 1943 г., 25 марта 1945 г., 11 марта 1985 г.), орденом Красной Звезды (25 июля 1949 г.), медалями.  Знаком «Почетный работник ВЧК-ГПУ (XV)» (25 августа 1937 г.) и  знаком «50 лет пребывания в КПСС».